# Толстоголовка северная
Толстоголовка северная (лат. Pyrgus centaureae ) — бабочка из семейства толстоголовок. Длина переднего крыла 12—15 мм.

## Этимология названия
Кентавр (греческая мифология) — мифическое существо с торсом человека и туловищем коня.

## Ареал и места обитания
Скандинавия, север европейской части России, северные и горные районы Сибири, Забайкалье, северные районы Дальнего Востока, горы Монголии, северные и арктические районы Северной Америки. Встречается в северной тайге, лесотундре и южной кустарничковой тундре.
Бабочки населяют на равнинной части ареала олиготрофные и мезотрофные мохово-кустарниковые сообщества болот, разреженные разнотравные березняки. В горах обитают в мохово-кустарничковых и ерниковых тундрах.

## Биология
Развивается в одном поколении за год. Время лёта с конца июня по середину июля. Бабочки имеют привычку присаживаются на влажную почву или мох. Яйца откладываются самками одиночно на стебли и листья кормовых растений. Гусеница питается в августе, зимует в старших возрастах. Кормовые растения гусениц: земляника, лапчатка, морошка.

## Замечания по охране
Включен в «Красную книгу Европейских дневных бабочек» с категорией SPEC3 — вид, обитающий, как в Европе, так и за ее пределами, но находящийся на территории Европы под угрозой исчезновения.
Численность вида сокращается из-за разрушения природных мест обитания на юге ареала (в Финляндии) в результате осушения верховых болот, торфоразработок. Численность вида стабильна в Швеции, в Норвегии и России.